# 마피아 (게임)

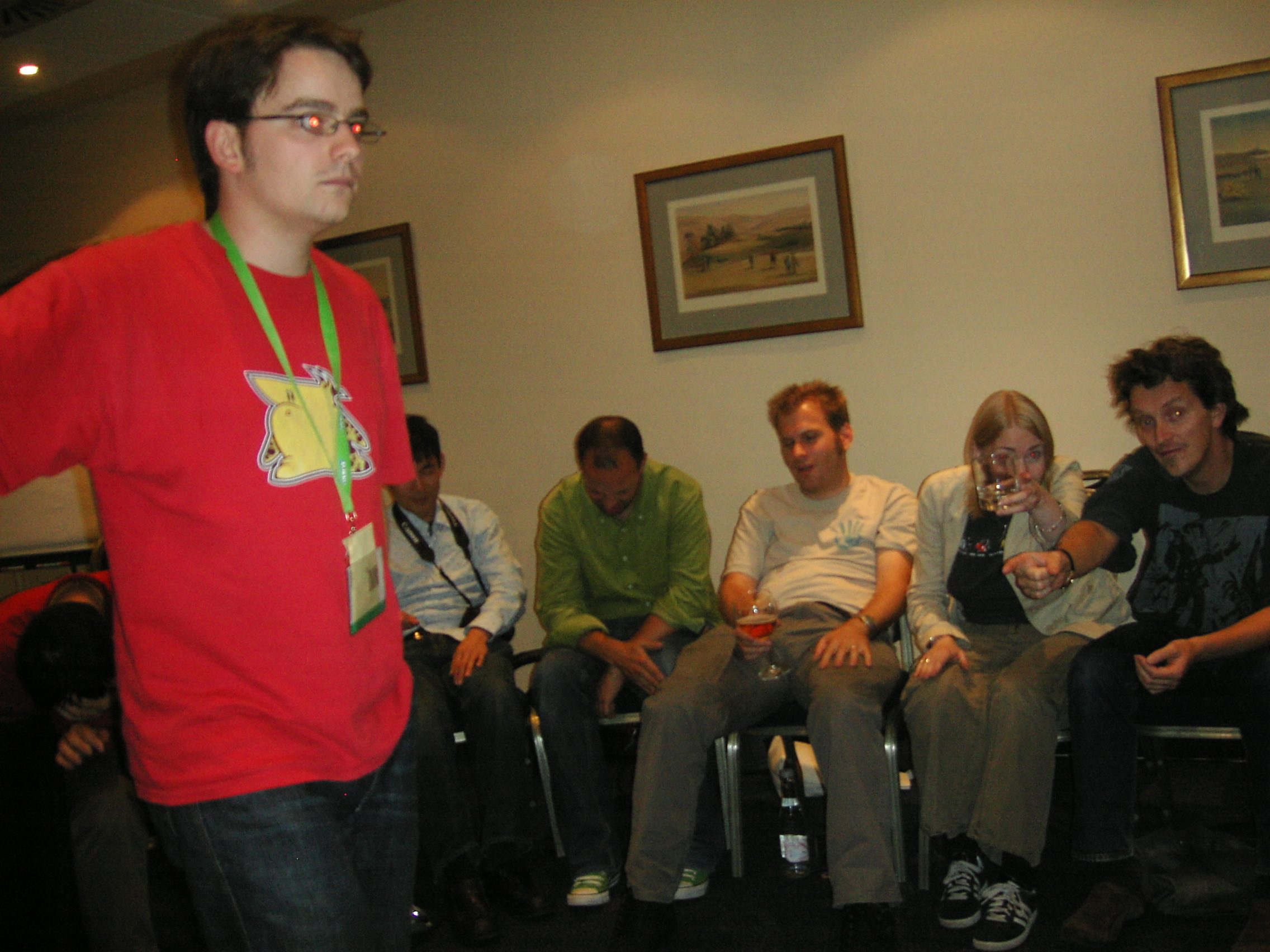
EuroOSCON 2006에서 마피아를 즐기는 사람들

마피아(영어: Mafia)는 정보를 가진 소수(마피아, 또는 늑대인간)와 정보를 가지지 못한 다수(시민, 또는 마을 주민)의 싸움을 모티브로 한 파티용 게임이다.

## 역사
마피아는 1986년 모스크바 대학교의 심리학부  교수 디마 다비도프가 창안하였다. 이 게임은 소련의 다른 학교들에서도 유명해졌으며, 1990년대에는 슬로바키아, 체코, 헝가리, 폴란드, 영국, 노르웨이 등의 유럽 국가들을 거쳐 미국까지 퍼져나갔다. 대한민국 등의 아시아권에도 이 즈음에 들어온 것으로 추정된다.
앤드루 플로트킨이 1997년 이 게임에 늑대인간을 주제로 한 규칙을 덧붙인 이래, 미국의 게임 회사 루니 랩스의 ‘네가 늑대인간이니?(Are You a Werewolf?)’, 프랑스 아스모데 에디션즈의 ‘밀러 계곡의 늑대인간(Werewolves of Millers Hollow)’, 미국 메이페어 게임즈의 ‘루푸스 인 타불라’(라틴어: Lupus in Tabula), 베지어즈 게임즈의 ‘얼티밋 웨어울프(Ultimate Werewolf, 궁극의 늑대인간)’ 등 다양한 파생 상품이 출시되었다.
한편, 데이비드 휴스턴과 존 휴스턴은 하워드 필립스 러브크래프트의 크툴후 신화를 주제로 한 또 다른 버전인 ‘크툴후를 숭배하십니까(Do You Worship Cthulhu)’를 개발해 토이 볼트 주식회사를 통해 출시했다. 카드의 디자인은 론 스펜서, 설명서의 그래픽은 월트 호윙턴이 맡았다.
어떤 버전은 2005년 개봉된 영화 크라이 울프(Cry Wolf)의 홍보에 쓰이기도 했는데, 이 버전은 참가자들이 늑대 하나와 양치기 하나, 다수 양으로 나뉘며 낮과 밤의 구분이 없다.

## 개요
기본 규칙만을 기준으로 간단히 요약한 게임의 개요는 다음과 같다.
1. 참가자들은 서로 아는 ‘마피아’와 마피아의 수만을 아는 ‘시민’ 중 하나를 역할로 받는다.
2. 게임의 ‘밤’ 턴에 마피아들은 시민 하나를 골라 살해한다.
3. ‘낮’ 턴에는 모든 참가자가 마피아가 누구인지에 관해 토론을 하고 가장 유력한 용의자를 투표로 처형한다.
4. 이것을 마피아나 시민 중 한쪽이 모두 죽을 때까지 반복하며, 살아남은 쪽이 이긴다.
5. 한 번의 마피아 게임에서 마피아는 보통 5명 이하가 적당하며, 반드시 시민보다 적어야 한다.

## 기본 규칙
참가자들은 서로 잘 보이는 한도 내에서 편하게 자리를 잡는다.

### 역할
역할은 비밀이 보장되면서 검증할 수 있는 방식으로 배정되어야 한다. 카드뽑기를 하거나 사회자가 비공개적으로 지목하거나 제비뽑기를 하는 것이 일반적이다.
- 마피아 (또는 살인자, 늑대인간 등)
- 시민 (또는 마을 사람)
- 재미를 위해 추가되기도 하는 여러 특수직업들 (특수직업의 예론: 기자, 스파이 등이 있다)  (경찰과 의사가 가장 보편적)

일반적으로 이 게임은 진행자가 한 명 필요하다. 이 사람은 게임에 직접 참여할 수는 없지만, 게임의 진행을 맡는다. 진행자는 모든 참가자의 역할을 확인한 후 게임을 진행하기 시작한다. 진행자는 게임의 재미를 크게 좌우하기 때문에 매우 중요한 역할이다.

### 밤
마피아는 ‘밤’부터 시작한다. 게임 최초의 밤 턴을 ‘첫날밤’, 최초의 낮 턴을 ‘이튿날 낮’ 등으로 표현한다. 참가자 전원이 눈을 감고 머리를 숙여 서로를 보지 못하는 상태에서 마피아들만 고개를 들어 죽일 사람을 한 명 결정한다. 그 뒤로 경찰 등 직업인들이 차례대로 활동한다. 단, 첫날밤에는 마피아끼리 서로 얼굴확인만 한다. 순서를 지키거나 진행자가 정확히 지시하여 다른 직업끼리 동시에 눈을 뜨는 일이 없도록 주의해야 한다. 밤시간동안 모든 참가자가 조용히 바닥이나 책상을 치도록 해 ‘밤’에 활동하는 참가자들이 소리를 내도 쉽게 들키지 않도록 할 수도 있다.

#### 추가 규칙
- 마피아가 첫날밤부터 시민을 죽일 수 있다. (기본 규칙에서는 첫날밤엔 서로 누구인지만 확인한다.)
  - 반드시 진행자나 NPC (온라인 게임의 경우)를 죽이도록 해 게임을 제대로 즐겨보지도 못하는 사람이 없도록 배려할 수도 있다. 이 경우 둘째 날 아침에 진행자는 “제가 살해당했습니다.”라고 선언하고 기본 규칙대로 게임을 진행해 나간다.
- 마피아들이 낮 동안에 시민 몰래 살해할 사람을 합의해 결정해야 한다. ‘마피아 다수결’ 등으로 불리는 규칙인데, 이 규칙을 적용하면 마피아들도 밤에 눈을 뜰 수 없다.
  - 마피아들은 진행자가 생존자들의 이름을 하나씩 부를 때 손을 듦으로써 ‘투표’로 살해해야 한다.
  - 만장일치여야만 하는지, 최다득표자를 살해하는지는 따로 정한다.
- 참가자가 많으면 빠른 진행을 위해 마피아들이 각자 한 사람씩 살해하게 할 수도 있다.

### 낮
진행자는 모두를 일어나게 한 뒤에 마피아에게 희생된 사람을 발표한다. 이때 진행자가 희생자의 사인 등을 말하기도 한다. (예: “경찰이 ‘철수는 일곱 번의 총상과 세 번의 자상을 입은 후 강에 떨어졌다. 이건 지금까지 내가 본 자살 사건 중 가장 극악한 사례다.’라고 발표했어.”) 이 참가자는 ‘사망’했으므로 더는 게임에 관여해서는 안 되며, 나머지 게임이 진행되는 것을 지켜보기만 해야 한다. (추가 규칙이 없다면 사망자 (유령)는 밤에도 눈을 뜰 수 있다.)
사망자는 직업이 밝혀진다. (진행자가 밝히거나 사망자가 자신의 카드를 공개함.) 규칙에 따라 게임이 종료될 때까지 밝히지 않기도 한다.
낮 동안 생존자들은 신중히 처형할 ‘용의자’를 골라내야 한다. 시민은 마피아만을 골라내고 싶겠지만, 마피아 역시 의견 제시와 처형 투표에 참여하기 때문에 진짜 마피아를 잡아내기는 쉽지 않다. 모든 생존자가 한 표씩 행사하며, 기권하거나 자기 자신을 지목할 수 없다. 1차 투표로 뽑은 용의자들에게 스스로 변호할 기회를 주고 나서 최종적으로 한 사람을 뽑아 처형하는 것이 가장 일반적이다. 처형된 사람은 마피아가 살해한 사람과 같은 사망자로 취급된다.
생존자가 자신의 카드를 공개하면 ‘자살’로 처리하거나 1일 1처형 규칙일 경우 그 날 처형될 사람으로 간주하여 투표를 생략하기도 한다.

### 턴 흐름
오프라인에서 진행하는 게임은 실시간으로 낮의 처형과 밤의 살해 과정을 진행할 수 있기 때문에 낮과 밤이 빠르게 전환된다. 다만, 밤 턴이 낮 턴보다 상당히 빨리 끝나는 경향이 있는데, 낮 턴에는 누구를 린치(처형)할 것인가를 협의하는데 시간이 필요하지만, 밤에 활동하는 ‘악의 세력’은 시민보다 많은 정보를 가진 만큼 깊게 생각할 필요가 비교적 적기 때문이다. 이 차이를 줄이려고 추가 규칙으로 낮 턴에 제한시간을 두기도 한다.
온라인에서 게임을 진행할 때에는 상대적으로 더 긴 시간이 필요한데, BBS 형식이라면 동시에 모이기 어려워 게임상의 하루가 아예 실제 하루가 되기도 한다. 그래서 모든 참가자가 꾸준히 게임에 참여하게 하기 위해 오프라인 게임의 것과 유사한 시간제한 규칙을 적용하는 것이 일반적이다.

#### 온라인용 시간제한 규칙
- 채팅식 게임: 낮 턴을 20~25분, 밤 턴을 5분으로 제한하는 것이 보편적이다.
- BBS식 게임[5]
  - 문자 그대로 실시간(09시와 21시를 기준으로 12시간씩) 게임을 진행하거나
  - ‘마피아 다수결’ 규칙을 적용한 후 일정 시간마다 투표대로 처형/살해 판정을 내리기도 한다. (판정 시간까지 투표하지 않으면 표가 랜덤으로 뿌려지게 된다.)

### 승리 조건
- 시민 승: 마피아가 모두 죽었을(처형당했을) 경우
- 마피아 승: 마피아의 수가 시민의 수보다 크거나 같아진 순간. (마피아가 시민 수 이상이면 투표를 해도 시민이 마피아를 이길 가능성이 없기 때문에 더이상의 진행이 무의미하다)

### 마피아의 수
전체 참가자 수가 너무 적으면 한 게임에 필요한 턴 자체가 적은데다 마피아를 찾아내는 데 걸리는 시간도 짧고, 너무 많을 경우(16명 이상) 게임이 너무 길어지고 끊임없이 사망자가 나와 재미가 떨어질 수 있다. 너무 적으면 어떻게 할 도리가 없겠지만, 인원이 많다면 여러 조로 나누어 따로 게임을 하는 것이 더 좋을 것이다.
각 역할의 최적 인원은 게임의 진행시간과 마피아의 승률에 대한 취향에 따라 매번 달라지겠지만, 마피아가 총 인원의 1/3이면 대략 적절하다. (물론 1/5, 2/5, 3/10 등 다양한 비율을 적용할 수 있다.) 이론적으로는 시민이 마피아보다 딱 한 명만 더 많아도 게임이 성립되지만, 이렇게 되면 시민은 한 번도 틀리지 않고 마피아만 처형해야 이길 수 있다. (‘첫날 밤 살해 가능’ 규칙을 적용한다면 시민이 두 명 더 많아야 할 것이다.)
정확한 마피아의 수를 시민이 모른 채 게임을 진행하는 것도 재미를 늘리는 한 방법이다. (이렇게 되면 진행자는 중간에 “아직 마피아가 2~3명쯤 남았어.” 등으로 ‘힌트’만을 주어야 할 것이다.)
변형 규칙의 적용을 통해 마피아의 승률을 조절할 수도 있다. 특수 직업을 도입하면 마피아의 승률을 낮출 수 있다. 예를 들어 시민의 수가 홀수일 때는 짝수일 때보다 이기기가 쉽지 않기 때문에, ‘죽지 않는’ 특수 능력을 도입함으로써 승률의 균형을 맞출 수 있다. 시민이 처형을 건너뛸 수 있게 해도 마피아의 승률이 변하지만, 증가할지 감소할지는 다른 규칙에 따라 달라진다.

## 직업

### 마피아
밤마다 한 사람을 지목해서 죽일 수 있다.

### 경찰
마피아의 차례가 끝난 후에는 경찰의 차례이다. 경찰은 저녁에 한 사람을 지목하여 그 사람의 직업을 알 수 있다.

### 의사
의사는 한 사람을 골라서 마피아의 공격에서 살릴 수 있다. 마피아가 고른 사람을 고른 경우에는 그 사람은 죽지 않으며, 그 사람이 아닐 경우에는 효과가 없다.

### 그 외
군인, 흑마법사, 스파이, 탐정 등등으로 이 외에 많은 직업이 있다

## 같이 보기
- 타뷸라의 늑대
- 마피아42
- 어몽어스 (Among Us)
- 스파이